# Anticlea (Plantae)
Anticlea, biljni rod iz porodice čemerikovki raširen po Sjevernoj Americi (osam vrsta) i dvije vrste istočnoj Aziji; dio je tribusa Melanthieae.
Predstavnici roda Anticlea su lukovičasti geofiti; tipična je vrsta Melanthium sibiricum L., sinonim za A. sibirica (L.) Kunth. iz Sibira, dok je u Sjevernoj Americi najpoznatija A. elegans čiji je prvi primjerak ubrao Meriwether Lewis 1806 godine

## Vrste
1. Anticlea elegans (Pursh) Rydb.
2. Anticlea frigida (Schltdl. & Cham.) Zomlefer & Judd
3. Anticlea hintoniorum (B.L.Turner) Zomlefer & Judd
4. Anticlea mogollonensis (W.J.Hess & Sivinski) Zomlefer & Judd
5. Anticlea neglecta (Espejo, López-Ferr. & Ceja) Zomlefer & Judd
6. Anticlea occidentalis (A.Gray) Zomlefer & Judd
7. Anticlea sachalinensis (F.Schmidt) Zomlefer & Judd
8. Anticlea sibirica (L.) Kunth
9. Anticlea virescens (Kunth) Rydb.
10. Anticlea volcanica (Benth.) Baker

## Sinonimi
- Monadenus Salisb.
- Stenanthella Rydb.